# Perafita, Lavra e Santa Cruz do Bispo
Perafita, Lavra e Santa Cruz do Bispo (llamada oficialmente União das Freguesias de Perafita, Lavra e Santa Cruz do Bispo) es una freguesia portuguesa del municipio de Matosinhos, distrito de Oporto.

## Historia
Fue creada el 28 de enero de 2013 en aplicación de una resolución de la Asamblea de la República de Portugal promulgada el 16 de enero de 2013 con la unión de las freguesias de Lavra, Perafita y Santa Cruz do Bispo, pasando su sede a estar situada en la antigua freguesia de Perafita.

## Demografía
| Gráfica de evolución demográfica de Perafita, Lavra e Santa Cruz do Bispo entre 2011 y 2021 |
|                                                                                             |
| Datos según el nomenclátor publicado por el INE portugués.                                  |